# Parafia św. Barbary w Boguszowicach Osiedlu
Parafia św. Barbary w Boguszowicach Osiedlu – parafia rzymskokatolicka należąca do archidiecezji katowickiej. Została erygowana 25 lipca 1978 roku. Kościół parafialny poświęcił abp Damian Zimoń w 2000 roku.

## Proboszczowie
- ks. Bronisław Paprotny (1978–1985)
- ks. Rudolf Myszor (1985–2009)
- ks. Piotr Rożyk (od 2009)

## Grupy parafialne
Na terenie parafii działa kilkanaście grup parafialnych:
- Rodzina Różańcowa,
- Rada Duszpasterska,
- Ministranci,
- Oaza Młodzieżowa - Ruch Światło-Życie,
- Zespół Charytatywny,
- Rodzina Franciszkańska,
- Dzieci Maryi,
- Oaza Rodzin – Kościół Domowy,
- Grupa AA,
- Odnowa w Duchu Św.,
- Akcja Katolicka,
- Legion Maryi,
- Eucharystyczny Ruch Młodych,
- Schola Dziecięca „Anielska Brygada”,
- Liturgiczna Schola Dziecięca,
- Straż Honorowa Jezusa Eucharystycznego,
- Grupa Modlitewna.